# Hallertau

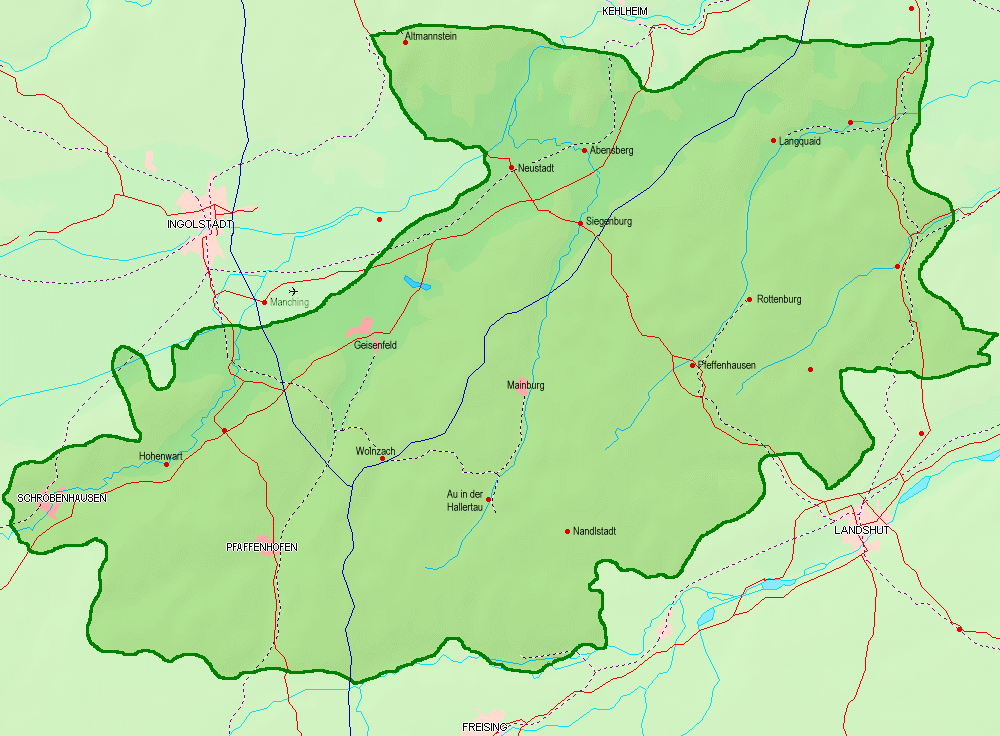
Carte du Hallertau.

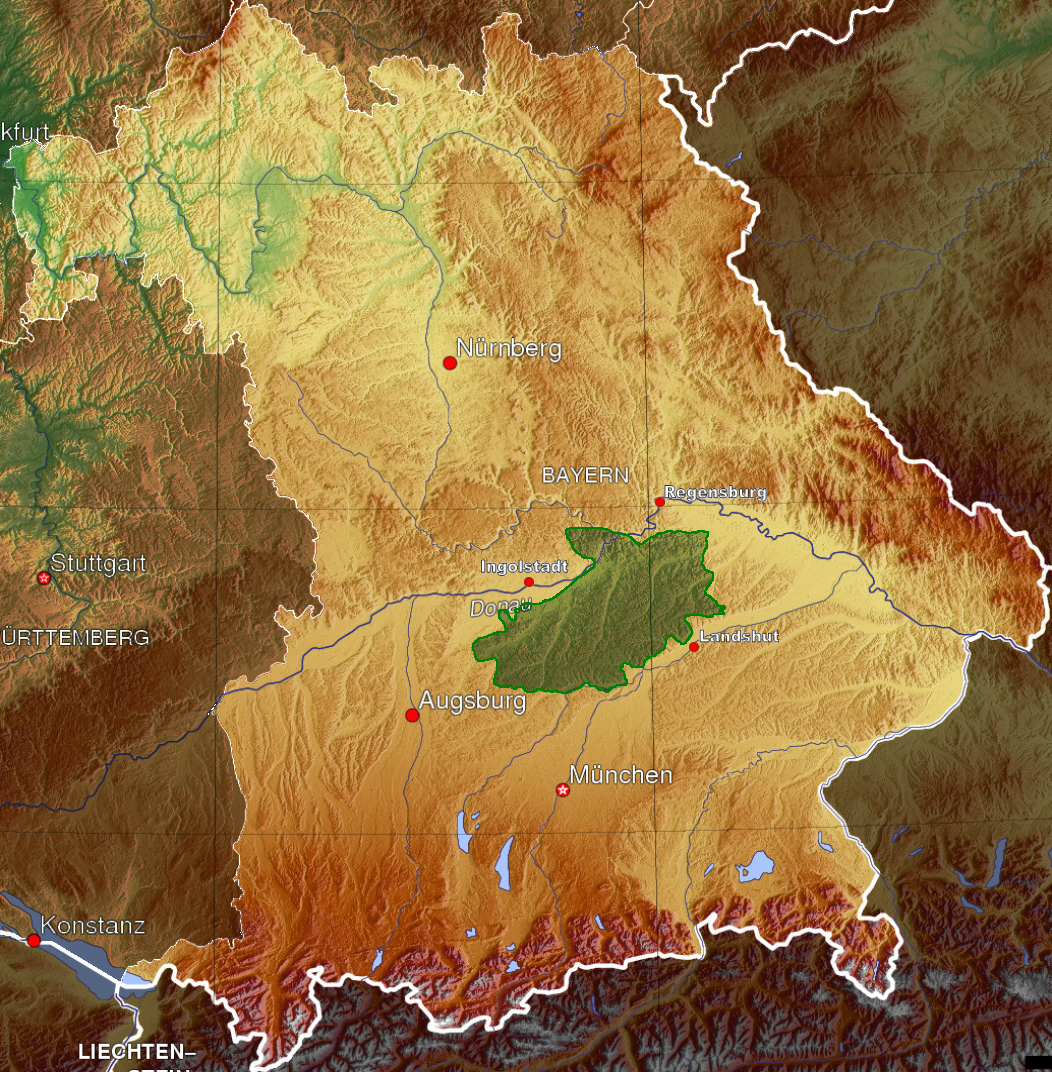
Situation du Hallertau en Bavière.

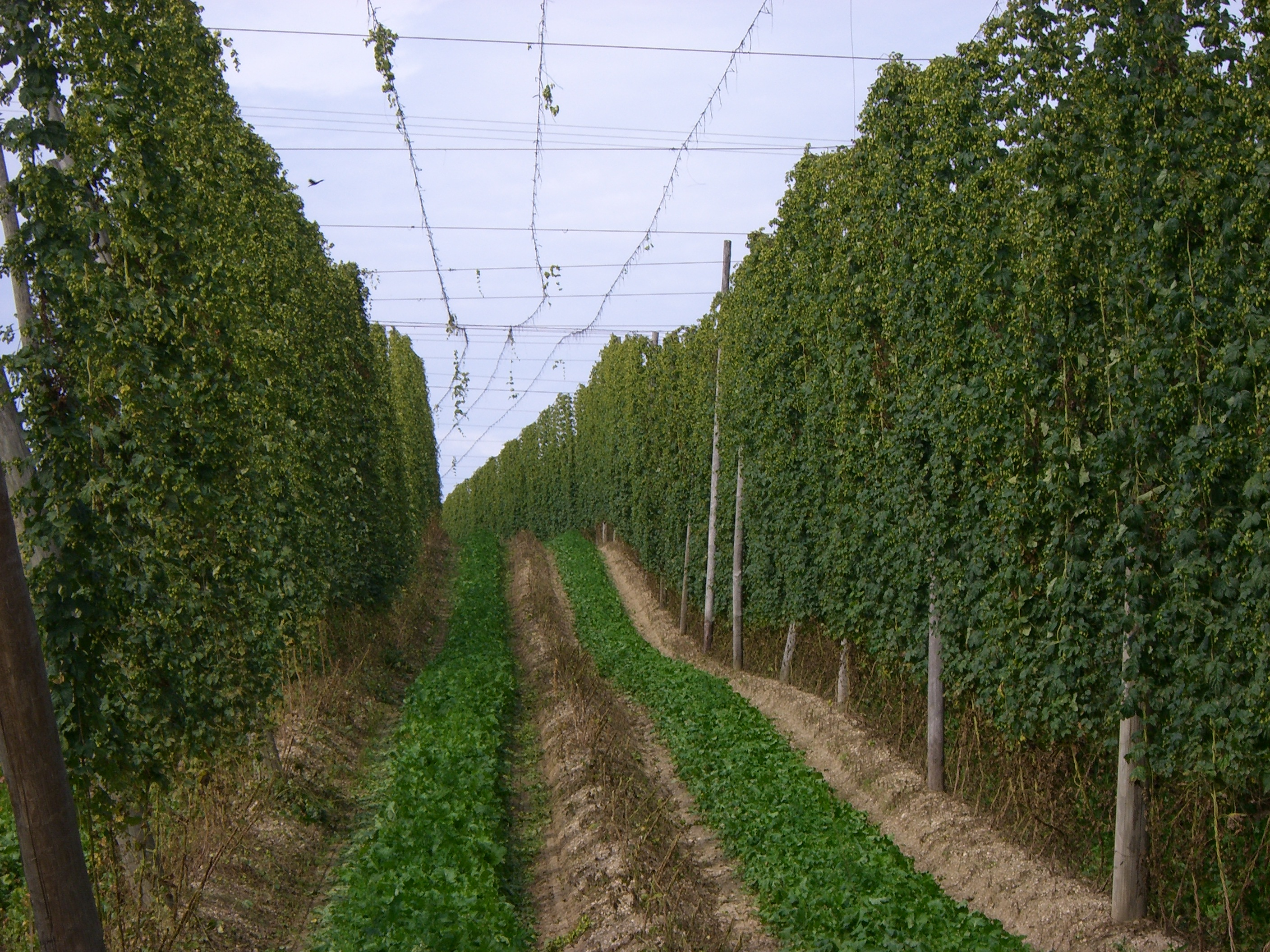
Houblonnière à Au in der Hallertau.

Le Hallertau, ou Holledau, est une petite région située en Bavière (Allemagne). Cette région est répertoriée comme la plus grande zone continue (178 km²) de culture du houblon au monde.
Selon l' International Hop Growers Convention (IHGC), l'Allemagne produit environ un tiers du houblon mondial (utilisé comme aromatisant et stabilisant pour le brassage de la bière), dont plus de 80 % sont cultivés dans le Hallertau.
Le Hallertau a donné son nom à plusieurs cultivars de houblon, tels que 'Hallertau Hersbrucker', 'Hallertau Mittelfrüh', 'Hallertau Perle'.
Le houblon produit dans le Hallertau bénéficie depuis 2010 d'une indication géographique protégée, Hopfen aus der Hallertau.  

## Géographie
Le Hallertau est situé approximativement entre les villes d'Ingolstadt, Kelheim, Landshut, Moosburg, Freising et Schrobenhausen. La région n'est pas une unité administrative, mais est définie uniquement comme étant la zone de plantation de houblon en Bavière.
Elle recouvre plusieurs arrondissements :
- Abensberg
- Altmannstein
- Au in der Hallertau
- Geisenfeld
- Hohenwart
- Langquaid
- Mainburg
- Nandlstadt
- Neustadt an der Donau
- Pfaffenhofen an der Ilm
- Pfeffenhausen
- Rottenburg an der Laaber
- Siegenburg
- Wolnzach

## Personnalités célèbres
- Johannes Aventinus (4 juillet 1477 – 9 janvier 1534), humaniste, historien et philologue de la Renaissance bavaroise.
- Christoph Thomas Scheffler (20 décembre 1699 –  25 janvier 1756), peintre bavarois de la période rococo.
- Roider Jackl (17 juin 1906 – 8 mai 1975) artiste et chanteur folk bavarois